# Chris Reccardi
Christopher Reccardi, dit Chris Reccardi, né le 24 novembre 1964 à New York et mort le 2 mai 2019 à Ventura, est un scénariste, réalisateur, animateur, artiste de storyboard et producteur américain principalement connu pour son travail pour les séries télévisées d'animation Ren et Stimpy et Bob l'éponge.

## Biographie
Chris Reccardi est surtout connu pour son travail sur la série animée de Nickelodeon Ren et Stimpy et pour de séries d'animation, notamment Samurai Jack, les Supers Nanas et Les Tiny Toons, et a également dirigé le groupe Super Robot Monkey Hyperforce Go! et Bob l'éponge. Il a également été le producteur superviseur de la première saison de Regular Show et le directeur artistique du court-métrage Secret Mountain Fort Awesome. 
En 2007, il a co-créé et développé un pilote pour Nickelodeon appelé The Modifyers aux côtés de Lynne Naylor, avec qui il était marié depuis 1994.
Chris Reccardi est décédé d'une crise cardiaque le 2 mai 2019. Sa mort a été confirmée dans un message publié sur Facebook par son collègue, William Wray, de Ren & Stimpy.

## Filmographie

### Scénariste

#### Télévision
- 1994 : Ren et Stimpy (2 épisodes)
- 2001 : Imp, Inc.
- 2001 : Samouraï Jack
- 2003 : Le Laboratoire de Dexter (2 épisodes)
- 2003-2004 : Les Supers Nanas (7 épisodes)
- 2004 : Billy et Mandy, aventuriers de l'au-delà (1 épisode)
- 2005 : Escape from Cluster Prime
- 2007-2008 : Bob l'éponge (3 épisodes)
- 2009 : Chowder (1 épisode)
- 2009 : Les Merveilleuses Mésaventures de Flapjack (1 épisode)
- 2010 : The Modifyers
- 2011 : Secret Mountain Fort Awesome (2 épisodes)

### Réalisateur

#### Télévision
- 1992-1995 : Ren et Stimpy (7 épisodes)
- 2001 : Imp, Inc.
- 2005-2006 : Mega Robot Super Singes Hyperforce Go ! (2 épisodes)

### Producteur

#### Télévision
- 2010 : The Modifyers
- 2010 : Regular Show (12 épisodes)

### Animateur
- 1988 : Beany et Cecil (5 épisodes)
- 1988 : Hound Town
- 1989 : The Buttler Battle Book
- 1990 : Computer Warriors
- 1990-1991 : Les Tiny Toons (10 épisodes)
- 1991 : Les Simpson (3 épisodes)
- 1992 : Les Vacances des Tiny Toons
- 1992-1993 : Ren et Stimpy (12 épisodes)
- 1996 : Buy One, Get One Free*
- 1998 : Hercule et Xena : La Bataille du mont Olympe
- 2001 : Imp, Inc.
- 2004-2005 : Foster, la maison des amis imaginaires (12 épisodes)
- 2009 : Monstres contre Aliens
- 2009 : The Story of Walls
- 2010 : Megamind

### Artiste du storyboard
- 1989 : Hound Town
- 1990-1991 : Les Tiny Toons (11 épisodes)
- 1991-1995 : Ren et Stimpy (12 épisodes)
- 1992 : Les Vacances des Tiny Toons
- 1992-1993 : Les Simpson
- 1995 : Cléo et Chico
- 1998 : Hercule et Xena : La Bataille du mont Olympe
- 2001 : Samouraï Jack (13 épisodes)
- 2003 : Le Laboratoire de Dexter (2 épisodes)
- 2003-2005 : Les Supers Nanas (10 épisodes)
- 2004 : Billy et Mandy, aventuriers de l'au-delà (1 épisode)
- 2004 : Gang de requins
- 2005 : Foster, la maison des amis imaginaires (1 épisode)
- 2007 : Shrek le troisième
- 2008 : Bob l'éponge (1 épisode)
- 2009 : Chowder (1 épisode)
- 2009 : The Haunted World of El Superbeasto
- 2009 : Tempête de boulettes géantes
- 2009 : Les Merveilleuses Mésaventures de Flapjack (1 épisode)
- 2010 : The Modifyers
- 2010 : Shrek 4
- 2010 : The Ricky Gervais Show (13 épisodes)
- 2011 : Secret Mountain Fort Awesome (2 épisodes)